# Liste der Baudenkmale in Stadland
In der Liste der Baudenkmale in Stadland sind die Baudenkmale der niedersächsischen Gemeinde Stadland und ihrer Ortsteile aufgelistet. Der Stand der Liste ist der 27. Juni 2022.

## Allgemein
In den Spalten befinden sich folgende Informationen:
- Lage: die Adresse des Baudenkmales und die geographischen Koordinaten. Kartenansicht, um Koordinaten zu setzen. In der Kartenansicht sind Baudenkmale ohne Koordinaten mit einem roten Marker dargestellt und können in der Karte gesetzt werden. Baudenkmale ohne Bild sind mit einem blauen Marker gekennzeichnet, Baudenkmale mit Bild mit einem grünen Marker.
- Bezeichnung: Bezeichnung des Baudenkmales
- Beschreibung: die Beschreibung des Baudenkmales. Unter § 3 Abs. 2 NDSchG werden Einzeldenkmale und unter § 3 Abs. 3 NDSchG Gruppen baulicher Anlagen und deren Bestandteile ausgewiesen.
- ID: die Objekt-ID des Baudenkmales
- Bild: ein Bild des Baudenkmales, ggf. zusätzlich mit einem Link zu weiteren Fotos des Baudenkmals im Medienarchiv Wikimedia Commons. Wenn man auf das Kamerasymbol klickt, können Fotos zu Baudenkmalen aus dieser Liste hochgeladen werden:

## Alserfeld
| Lage                                        | Bezeichnung               | Beschreibung | ID       | Bild |
| ------------------------------------------- | ------------------------- | ------------ | -------- | ---- |
| Alserdeich 4 53° 23′ 1″ N, 8° 27′ 30″ O     | Wohnhaus                  |              | 36128874 | BW   |
| Alserdeich 4 53° 23′ 2″ N, 8° 27′ 30″ O     | Scheune                   |              | 36128899 | BW   |
| Alser Straße 14 53° 22′ 58″ N, 8° 27′ 7″ O  | Wohn-/ Wirtschaftsgebäude |              | 36131504 | BW   |
| Alser Straße 14 53° 22′ 58″ N, 8° 27′ 8″ O  | Stall                     |              | 36128953 | BW   |
| Braker Straße 13 53° 23′ 5″ N, 8° 26′ 56″ O | Wohn-/ Wirtschaftsgebäude |              | 36131504 | BW   |
| Wurth Hellmer 1 53° 23′ 27″ N, 8° 26′ 53″ O | Hof Rogge (Hallenhaus)    |              | 36128980 | BW   |
| Wurth Hellmer 1 53° 23′ 28″ N, 8° 26′ 53″ O | Hof Rogge (Gulfscheune)   |              | 36129010 | BW   |
| Wurth Hellmer 1 53° 23′ 26″ N, 8° 26′ 53″ O | Hof Rogge (Eiskeller)     |              | 36134275 | BW   |

## Augustgroden
| Lage                                        | Bezeichnung               | Beschreibung | ID       | Bild |
| ------------------------------------------- | ------------------------- | ------------ | -------- | ---- |
| Augustgroden 17 53° 27′ 48″ N, 8° 19′ 46″ O | Wohn-/ Wirtschaftsgebäude |              | 36129067 | BW   |
| Augustgroden 18 53° 27′ 53″ N, 8° 19′ 48″ O | Wohn-/ Wirtschaftsgebäude |              | 36129095 | BW   |
| Hobendeich 39 53° 28′ 41″ N, 8° 20′ 2″ O    | Arbeiterwohnhaus          |              | 36129038 | BW   |
| Hobendeich 39 53° 28′ 41″ N, 8° 20′ 3″ O    | Nebengebäude              |              | 36133970 | BW   |

## Busch
| Lage                                           | Bezeichnung                      | Beschreibung | ID       | Bild |
| ---------------------------------------------- | -------------------------------- | ------------ | -------- | ---- |
| Mittenfelder Weg 7 53° 24′ 46″ N, 8° 26′ 55″ O | Hof Onnen-Lübben (Zufahrtsallee) |              | 36134808 | BW   |
| Mittenfelder Weg 7 53° 24′ 45″ N, 8° 26′ 49″ O | Hof Onnen-Lübben (Hofwurt)       |              | 36134148 | BW   |
| Mittenfelder Weg 7 53° 24′ 44″ N, 8° 26′ 46″ O | Hof Onnen-Lübben (Garten)        |              | 36134859 | BW   |
| Mittenfelder Weg 7 53° 24′ 44″ N, 8° 26′ 45″ O | Hof Onnen-Lübben (Baumbestand)   |              | 36134886 | BW   |
| Mittenfelder Weg 7 53° 24′ 45″ N, 8° 26′ 48″ O | Hof Onnen-Lübben (Gulfscheune)   |              | 36129209 | BW   |
| Mittenfelder Weg 7 53° 24′ 45″ N, 8° 26′ 48″ O | Hof Onnen-Lübben (Hallenhaus)    |              | 36129178 | BW   |
| Mittenfelder Weg 7 53° 24′ 44″ N, 8° 26′ 48″ O | Hof Onnen-Lübben (Scheune)       |              | 36129237 | BW   |

## Düddingen
| Lage                                          | Bezeichnung           | Beschreibung | ID       | Bild |
| --------------------------------------------- | --------------------- | ------------ | -------- | ---- |
| Düddinger Straße 7 53° 25′ 40″ N, 8° 27′ 1″ O | Hof Tantzen (Grabmal) |              | 36134808 | BW   |
| Düddinger Straße 7 53° 25′ 40″ N, 8° 27′ 1″ O | Hof Tantzen (Grabmal) |              | 36128792 | BW   |

## Morgenland
| Lage                                              | Bezeichnung          | Beschreibung | ID       | Bild |
| ------------------------------------------------- | -------------------- | ------------ | -------- | ---- |
| Morgenlander Straße 22 53° 26′ 46″ N, 8° 23′ 7″ O | Hof Robben (Zufahrt) |              | 36134808 | BW   |
| Morgenlander Straße 22 53° 26′ 49″ N, 8° 23′ 0″ O | Hof Robben (Garten)  |              | 36134539 | BW   |

## Norderaußendeich
| Lage                                              | Bezeichnung                      | Beschreibung | ID       | Bild |
| ------------------------------------------------- | -------------------------------- | ------------ | -------- | ---- |
| Seefelderaußendeich 7 53° 27′ 8″ N, 8° 20′ 42″ O  | Gulfhaus                         |              | 36131421 | BW   |
| Seefelderaußendeich 7 53° 27′ 9″ N, 8° 20′ 43″ O  | Scheune                          |              | 36131399 | BW   |
| Stadlander Straße 94 53° 26′ 57″ N, 8° 20′ 35″ O  | Gulfhaus                         |              | 36131447 | BW   |
| Stadlander Straße 94 53° 26′ 56″ N, 8° 20′ 36″ O  | Stallanbau                       |              | 36133741 | BW   |
| Stadlander Straße 106 53° 27′ 13″ N, 8° 20′ 19″ O | Gulfhaus Grabhorn                |              | 40010003 | BW   |
| Stadlander Straße 106 53° 27′ 12″ N, 8° 20′ 19″ O | Gulfhaus Grabhorn (Stallgebäude) |              | 40010052 | BW   |

## Reitlander Herrenweg
| Lage                                             | Bezeichnung               | Beschreibung | ID       | Bild |
| ------------------------------------------------ | ------------------------- | ------------ | -------- | ---- |
| Reitlander Straße 2 53° 26′ 29″ N, 8° 20′ 22″ O  | Wohn-/ Wirtschaftsgebäude |              | 36129625 | BW   |
| Reitlander Straße 2 53° 26′ 30″ N, 8° 20′ 22″ O  | Scheune                   |              | 36129599 | BW   |
| Reitlander Straße 2 53° 26′ 29″ N, 8° 20′ 22″ O  | Stallgebäude              |              | 36129652 | BW   |
| Reitlander Straße 5 53° 26′ 26″ N, 8° 20′ 24″ O  | Wohn-/ Wirtschaftsgebäude |              | 36129570 | BW   |
| Reitlander Straße 5 53° 26′ 26″ N, 8° 20′ 24″ O  | Scheune                   |              | 36129678 | BW   |
| Reitlander Straße 5 53° 26′ 25″ N, 8° 20′ 25″ O  | Stallgebäude              |              | 36129706 | BW   |
| Reitlander Straße 5 53° 26′ 25″ N, 8° 20′ 23″ O  | Hausgarten                |              | 36134204 | BW   |
| Reitlander Straße 6 53° 26′ 23″ N, 8° 20′ 25″ O  | Wohn-/ Wirtschaftsgebäude |              | 36129733 | BW   |
| Reitlander Straße 6 53° 26′ 23″ N, 8° 20′ 25″ O  | Stallgebäude              |              | 36134021 | BW   |
| Reitlander Straße 9 53° 26′ 22″ N, 8° 19′ 54″ O  | Wohn-/ Wirtschaftsgebäude |              | 36129541 | BW   |
| Reitlander Straße 9 53° 26′ 22″ N, 8° 19′ 55″ O  | Stallgebäude              |              | 36133794 | BW   |
| Reitlander Straße 10 53° 26′ 24″ N, 8° 20′ 27″ O | Reitländer Hof            |              | 36129764 | BW   |

## Rodenkirchen
| Lage                                           | Bezeichnung                      | Beschreibung                            | ID                              | Bild           |
| ---------------------------------------------- | -------------------------------- | --------------------------------------- | ------------------------------- | -------------- |
| Abser Deich 53° 23′ 48″ N, 8° 27′ 39″ O        | Siel                             |                                         | 36129792                        | BW             |
| Abser Deich 16 53° 23′ 45″ N, 8° 27′ 36″ O     | Wohnhaus                         |                                         | 36129819                        | BW             |
| Abser Deich 17 53° 23′ 48″ N, 8° 27′ 38″ O     | Wohnhaus                         |                                         | 36129846                        | BW             |
| Abser Deich 22 53° 23′ 52″ N, 8° 27′ 42″ O     | Wohn-/ Wirtschaftsgebäude        |                                         | 36129874                        | BW             |
| Abser Deich 22 53° 23′ 52″ N, 8° 27′ 41″ O     | Wohnhaus                         |                                         | 36129899                        | BW             |
| Am Markt 4 53° 24′ 0″ N, 8° 27′ 17″ O          | Bahnhof Rodenkirchen             |                                         | 36129946                        |                |
| Am Markt 4 53° 23′ 58″ N, 8° 27′ 18″ O         | Bahnsteigüberdachung             | Überdachung zu beiden Seiten der Gleise | 36129921                        | BW             |
| Am Markt 6 53° 24′ 3″ N, 8° 27′ 16″ O          | Reithalle (Hengst-/Körungshalle) |                                         | 36129976                        |                |
| Am Markt 7 53° 24′ 5″ N, 8° 27′ 17″ O          | Reithalle (ehem. Longierhalle)   |                                         | 36130002                        | BW             |
| Am Markt 9 53° 24′ 6″ N, 8° 27′ 11″ O          | ehem. Waage (?)                  |                                         | 36130026                        | BW             |
| Friesenstraße 1 53° 24′ 25″ N, 8° 27′ 41″ O    | Villa                            |                                         | 36130100                        | BW             |
| Friesenstraße 1 53° 24′ 25″ N, 8° 27′ 42″ O    | Scheune                          |                                         | 36130075                        | BW             |
| Friesenstraße 1 53° 24′ 26″ N, 8° 27′ 42″ O    | Baumbestand                      |                                         | 36134421                        | BW             |
| Friesenstraße 6 53° 24′ 28″ N, 8° 27′ 39″ O    | Wohnhaus                         |                                         | 36130126                        | BW             |
| Friesenstraße 6 53° 24′ 28″ N, 8° 27′ 39″ O    | Stallanbau                       |                                         | 36133768                        | BW             |
| Friesenstraße 8 53° 24′ 30″ N, 8° 27′ 37″ O    | Hartwarder Mühle                 |                                         | 36128444                        | BW             |
| Friesenstraße 8 53° 24′ 30″ N, 8° 27′ 39″ O    | Mühlenhof Wessels (Müllerhaus)   |                                         | 36128472                        | BW             |
| Friesenstraße 8 53° 24′ 30″ N, 8° 27′ 38″ O    | Mühlenhof Wessels (Lagergebäude) |                                         | 36128498                        | BW             |
| Friesenstraße 8 53° 24′ 35″ N, 8° 27′ 40″ O    | Friesendenkmal und Baumbestand   |                                         | 36134324/1/-/ 36131532 36134324 | Weitere Bilder |
| Lange Straße 28 53° 24′ 19″ N, 8° 27′ 31″ O    | Wohnhaus                         |                                         | 36130153                        | BW             |
| Lange Straße 28 53° 24′ 19″ N, 8° 27′ 32″ O    | Wirtschaftsgebäude               |                                         | 36130201                        | BW             |
| Lange Straße 28 53° 24′ 19″ N, 8° 27′ 32″ O    | Pavillon                         |                                         | 36130177                        | BW             |
| Lange Straße 30 53° 24′ 20″ N, 8° 27′ 33″ O    | Scheune                          |                                         | 36130225                        | BW             |
| Marktstraße 4 53° 23′ 57″ N, 8° 27′ 12″ O      | Wohnhaus                         |                                         | 36130250                        | BW             |
| Marktstraße 6 53° 23′ 56″ N, 8° 27′ 11″ O      | Wohnhaus                         |                                         | 36130276                        | BW             |
| Marktstraße 13 53° 24′ 3″ N, 8° 27′ 10″ O      | Wohnhaus                         |                                         | 36132163                        | BW             |
| Marktstraße 13 53° 24′ 3″ N, 8° 27′ 11″ O      | Einfriedung                      |                                         | 36134301                        | BW             |
| Marktstraße 15 53° 24′ 3″ N, 8° 27′ 11″ O      | Wohn-/ Geschäftshaus             |                                         | 36128742                        | BW             |
| Marktstraße 15 53° 24′ 2″ N, 8° 27′ 11″ O      | Nebengebäude                     |                                         | 36128599                        | BW             |
| Marktstraße 17 53° 24′ 2″ N, 8° 27′ 11″ O      | Wohnhaus                         |                                         | 36131878                        | BW             |
| Marktstraße 19 53° 24′ 1″ N, 8° 27′ 11″ O      | Rathaus                          |                                         | 36130302                        | BW             |
| Marktstraße 21 53° 24′ 0″ N, 8° 27′ 11″ O      | Wohnhaus                         |                                         | 36128419                        | BW             |
| Marktstraße 23 53° 23′ 59″ N, 8° 27′ 11″ O     | Postgebäude                      |                                         | 36131901                        | BW             |
| Marktstraße 25 53° 23′ 58″ N, 8° 27′ 10″ O     | Wohnhaus                         |                                         | 36131925                        | BW             |
| Marktstraße 27 53° 23′ 58″ N, 8° 27′ 10″ O     | Wohnhaus                         |                                         | 36131948                        | BW             |
| Marktstraße 29 53° 23′ 57″ N, 8° 27′ 10″ O     | Wohnhaus                         |                                         | 36130334                        | BW             |
| Schulstraße 5 53° 24′ 5″ N, 8° 27′ 6″ O        | St. Matthäus                     |                                         | 36130392                        | Weitere Bilder |
| Schulstraße 5 53° 24′ 5″ N, 8° 27′ 8″ O        | Kirchhof                         |                                         | 36134123                        | BW             |
| Schulstraße 5 53° 24′ 5″ N, 8° 27′ 6″ O        | „Wurtenfriedhof“ St. Matthäus    |                                         | 36130392                        | BW             |
| Schulstraße 7 53° 24′ 4″ N, 8° 27′ 3″ O        | Lehrerwohnhaus                   |                                         | 36130446                        | BW             |
| Schulstraße 7 53° 24′ 4″ N, 8° 27′ 3″ O        | Klassentrakt                     |                                         | 36134049                        | BW             |
| Schulstraße 7 53° 24′ 4″ N, 8° 27′ 2″ O        | Schule                           |                                         | 36130420                        | BW             |
| Schulstraße 7 53° 24′ 5″ N, 8° 27′ 2″ O        | Leichenhalle                     |                                         | 36130366                        | BW             |
| Schulstraße 16 53° 24′ 2″ N, 8° 26′ 59″ O      | Schule                           |                                         | 36130474                        | BW             |
| Schweier Straße 5 53° 24′ 9″ N, 8° 27′ 6″ O    | Wohnhaus                         |                                         | 36130500                        | BW             |
| Schweier Straße 5 53° 24′ 9″ N, 8° 27′ 5″ O    | Scheunenanbau                    |                                         | 36133925                        | BW             |
| Schweier Straße 9 53° 24′ 9″ N, 8° 27′ 3″ O    | Wohnhaus                         |                                         | 36130527                        | BW             |
| Schweier Straße 26 53° 24′ 5″ N, 8° 26′ 48″ O  | St. Josef (kath. Kirche)         |                                         | 36130552                        | BW             |
| Zu den Deichen 53° 24′ 20″ N, 8° 27′ 54″ O     | Altes Strohauser Siel            |                                         | 36130578                        | BW             |
| Zu den Deichen 10 53° 24′ 25″ N, 8° 27′ 48″ O  | Wohnhaus                         |                                         | 36133685                        | BW             |
| Zu den Deichen 12 53° 24′ 24″ N, 8° 27′ 50″ O  | Wohnhaus                         |                                         | 36132069                        | BW             |
| Zu den Deichen 13a 53° 24′ 24″ N, 8° 27′ 47″ O | Wohnhaus                         |                                         | 36130659                        | BW             |
| Zu den Deichen 13a 53° 24′ 23″ N, 8° 27′ 48″ O | Nebengebäude                     |                                         | 36133995                        | BW             |
| Zu den Deichen 14 53° 24′ 23″ N, 8° 27′ 50″ O  | Wohnhaus mit Garten              |                                         | 36128623/1/-/ 36133658 36128623 | BW             |
| Zu den Deichen 15 53° 24′ 23″ N, 8° 27′ 48″ O  | Radziwill-Haus                   |                                         | 36130690                        | BW             |
| Zu den Deichen 16 53° 24′ 22″ N, 8° 27′ 51″ O  | ehem. „Kröpke’s Gasthaus“        |                                         | 36132094                        | BW             |
| Zu den Deichen 17 53° 24′ 21″ N, 8° 27′ 49″ O  | Wohnhaus                         |                                         | 36132242                        | BW             |
| Zu den Deichen 17a 53° 24′ 22″ N, 8° 27′ 48″ O | Nebengebäude                     |                                         | 36133633                        | BW             |

### Wurtenfriedhof
| Lage                                    | Bezeichnung          | Beschreibung | ID       | Bild |
| --------------------------------------- | -------------------- | ------------ | -------- | ---- |
| Schulstraße 5 53° 24′ 5″ N, 8° 27′ 8″ O | Grabnummer 445-8.L   | Grabkeller   | 36132333 | BW   |
| Schulstraße 5 53° 24′ 6″ N, 8° 27′ 7″ O | Grabnummer 429-24.L  | Grabkeller   | 36132387 | BW   |
| Schulstraße 5 53° 24′ 5″ N, 8° 27′ 7″ O | Grabnummer 416-22.L  | Grabkeller   | 36132360 | BW   |
| Schulstraße 5 53° 24′ 5″ N, 8° 27′ 7″ O | Grabnummer 406-20.L  | Grabkeller   | 36132414 | BW   |
| Schulstraße 5 53° 24′ 5″ N, 8° 27′ 7″ O | Grabnummer 397-18.L  | Grabkeller   | 36132441 | BW   |
| Schulstraße 5 53° 24′ 5″ N, 8° 27′ 6″ O | Grabnummer 392-16.L  | Grabkeller   | 36132468 | BW   |
| Schulstraße 5 53° 24′ 6″ N, 8° 27′ 6″ O | Grabnummer 390a-14.L | Grabkeller   | 36132495 | BW   |
| Schulstraße 5 53° 24′ 5″ N, 8° 27′ 5″ O | Grabnummer 373-11.L  | Grabkeller   | 36132548 | BW   |
| Schulstraße 5 53° 24′ 5″ N, 8° 27′ 5″ O | Grabnummer 362-9.L   | Grabkeller   | 36132811 | BW   |
| Schulstraße 5 53° 24′ 5″ N, 8° 27′ 5″ O | Grabnummer 355-8.L   | Grabkeller   | 36132838 | BW   |
| Schulstraße 5 53° 24′ 5″ N, 8° 27′ 5″ O | Grabnummer 352-7.L   | Grabkeller   | 36132865 | BW   |
| Schulstraße 5 53° 24′ 5″ N, 8° 27′ 5″ O | Grabnummer 343-4.L   | Grabkeller   | 36132892 | BW   |
| Schulstraße 5 53° 24′ 5″ N, 8° 27′ 4″ O | Grabnummer 336-2.L   | Grabkeller   | 36132892 | BW   |
| Schulstraße 5 53° 24′ 5″ N, 8° 27′ 4″ O | Grabnummer 333-32.L  | Grabkeller   | 36132960 | BW   |
| Schulstraße 5 53° 24′ 4″ N, 8° 27′ 4″ O | Grabnummer 290-32.L  | Grabkeller   | 36132987 | BW   |
| Schulstraße 5 53° 24′ 4″ N, 8° 27′ 5″ O | Grabnummer 267-30.L  | Grabkeller   | 36133583 | BW   |
| Schulstraße 5 53° 24′ 4″ N, 8° 27′ 5″ O | Grabnummer 238-28.L  | Grabkeller   | 36133527 | BW   |
| Schulstraße 5 53° 24′ 4″ N, 8° 27′ 5″ O | Grabnummer 226-27.L  | Grabkeller   | 36133556 | BW   |
| Schulstraße 5 53° 24′ 4″ N, 8° 27′ 5″ O | Grabnummer 224-27.L  | Grabkeller   | 36133500 | BW   |
| Schulstraße 5 53° 24′ 4″ N, 8° 27′ 6″ O | Grabnummer 201-25.L  | Grabkeller   | 36133446 | BW   |
| Schulstraße 5 53° 24′ 4″ N, 8° 27′ 6″ O | Grabnummer 200-25.L  | Grabkeller   | 36133473 | BW   |
| Schulstraße 5 53° 24′ 3″ N, 8° 27′ 6″ O | Grabnummer 184a-23.L | Grabkeller   | 36133419 | BW   |
| Schulstraße 5 53° 24′ 4″ N, 8° 27′ 6″ O | Grabnummer 150-21.L  | Grabkeller   | 36133365 | BW   |
| Schulstraße 5 53° 24′ 4″ N, 8° 27′ 6″ O | Grabnummer 141-20.L  | Grabkeller   | 36133337 | BW   |
| Schulstraße 5 53° 24′ 4″ N, 8° 27′ 6″ O | Grabnummer 129-19.L  | Grabkeller   | 36133392 | BW   |
| Schulstraße 5 53° 24′ 4″ N, 8° 27′ 7″ O | Grabnummer 119a-18.L | Grabkeller   | 36133310 | BW   |
| Schulstraße 5 53° 24′ 4″ N, 8° 27′ 7″ O | Grabnummer 118a-18.L | Grabkeller   | 36133283 | BW   |
| Schulstraße 5 53° 24′ 4″ N, 8° 27′ 7″ O | Grabnummer 117-18.L  | Grabkeller   | 36133256 | BW   |
| Schulstraße 5 53° 24′ 4″ N, 8° 27′ 7″ O | Grabnummer 106-17.L  | Grabkeller   | 36133229 | BW   |
| Schulstraße 5 53° 24′ 4″ N, 8° 27′ 7″ O | Grabnummer 96-16.L   | Grabkeller   | 36133202 | BW   |
| Schulstraße 5 53° 24′ 4″ N, 8° 27′ 7″ O | Grabnummer 72-13.L   | Grabkeller   | 36133175 | BW   |
| Schulstraße 5 53° 24′ 4″ N, 8° 27′ 8″ O | Grabnummer 46-10.L   | Grabkeller   | 36133148 | BW   |
| Schulstraße 5 53° 24′ 4″ N, 8° 27′ 8″ O | Grabnummer 32-8.L    | Grabkeller   | 36133121 | BW   |
| Schulstraße 5 53° 24′ 4″ N, 8° 27′ 8″ O | Grabnummer 28-7.L    | Grabkeller   | 36133094 | BW   |
| Schulstraße 5 53° 24′ 4″ N, 8° 27′ 8″ O | Grabnummer 21-6.L    | Grabkeller   | 36133067 | BW   |
| Schulstraße 5 53° 24′ 4″ N, 8° 27′ 8″ O | Grabnummer 15-5.L    | Grabkeller   | 36133040 | BW   |
| Schulstraße 5 53° 24′ 4″ N, 8° 27′ 6″ O | Grabplatte           |              | 36133014 | BW   |
| Schulstraße 5 53° 24′ 5″ N, 8° 27′ 6″ O | Vierkantsäule        |              | 36132757 | BW   |
| Schulstraße 5 53° 24′ 5″ N, 8° 27′ 6″ O | Stele                |              | 36132785 | BW   |
| Schulstraße 5 53° 24′ 5″ N, 8° 27′ 6″ O | Stele                |              | 36132653 | BW   |
| Schulstraße 5 53° 24′ 5″ N, 8° 27′ 6″ O | Stele                |              | 36132679 | BW   |
| Schulstraße 5 53° 24′ 5″ N, 8° 27′ 6″ O | Stele                |              | 36132601 | BW   |
| Schulstraße 5 53° 24′ 5″ N, 8° 27′ 6″ O | Stele                |              | 36132705 | BW   |
| Schulstraße 5 53° 24′ 5″ N, 8° 27′ 6″ O | Stele                |              | 36132731 | BW   |
| Schulstraße 5 53° 24′ 5″ N, 8° 27′ 6″ O | Stele                |              | 36132522 | BW   |
| Schulstraße 5 53° 24′ 5″ N, 8° 27′ 6″ O | Stele                |              | 36132575 | BW   |

## Rodenkircherwurp
| Lage                                           | Bezeichnung                      | Beschreibung                                     | ID                                                | Bild |
| ---------------------------------------------- | -------------------------------- | ------------------------------------------------ | ------------------------------------------------- | ---- |
| Rodenkircherwurp 19 53° 24′ 15″ N, 8° 25′ 6″ O | Motormühle (Hahnenknooper Mühle) |                                                  | 36131779                                          | BW   |
| B 437, km 19.4 53° 24′ 13″ N, 8° 24′ 31″ O     | „Schweier Pumpwerk“              | Maschinenhaus, Sielverschluß und Stauvorrichtung | 36133874 36134587/1/-/ 36130751 36133874 36134587 | BW   |

## Schwei
| Lage                                                             | Bezeichnung               | Beschreibung | ID       | Bild           |
| ---------------------------------------------------------------- | ------------------------- | ------------ | -------- | -------------- |
| Bahnhofstraße 2 53° 24′ 7″ N, 8° 21′ 21″ O                       | Wohnhaus                  |              | 36130842 | BW             |
| Bahnhofstraße 2 53° 24′ 7″ N, 8° 21′ 20″ O                       | Scheune                   |              | 36133900 | BW             |
| Kötermoorer Straße 3 53° 23′ 48″ N, 8° 21′ 22″ O                 | Wohnhaus                  |              | 36129265 | BW             |
| Kötermoorer Straße 3 53° 23′ 48″ N, 8° 21′ 21″ O                 | Scheune                   |              | 36129291 | BW             |
| L 855: Hs.-Nr. 4 (Norderschwei Nr. 5) 53° 24′ 57″ N, 8° 21′ 8″ O | Wohn-/ Wirtschaftsgebäude |              | 36129401 | BW             |
| Lindenstraße 53° 24′ 12″ N, 8° 21′ 23″ O                         | St. Secundus              |              | 36130868 | Weitere Bilder |
| Lindenstraße 53° 24′ 13″ N, 8° 21′ 24″ O                         | Kirchhof                  |              | 36134098 | BW             |
| Lindenstraße 53° 24′ 12″ N, 8° 21′ 22″ O                         | Baumbestand               |              | 36134784 | BW             |
| Lindenstraße 17 53° 24′ 6″ N, 8° 21′ 22″ O                       | Wohnhaus                  |              | 36130898 | BW             |
| Lindenstraße 17 53° 24′ 6″ N, 8° 21′ 21″ O                       | Scheune                   |              | 36133948 | BW             |
| Lindenstraße 19 53° 24′ 8″ N, 8° 21′ 22″ O                       | Wohnhaus                  |              | 36130924 | BW             |
| Schulstraße 53° 24′ 11″ N, 8° 21′ 24″ O                          | Kriegerdenkmal            |              | 36130949 | BW             |
| Schulstraße 3 53° 24′ 11″ N, 8° 21′ 27″ O                        | Schmiede                  |              | 36130971 | BW             |
| Schwei Ia 8 53° 24′ 10″ N, 8° 20′ 41″ O                          | Pastorat                  |              | 36131027 | BW             |
| Schwei Ia 8 53° 24′ 11″ N, 8° 20′ 38″ O                          | Baumbestand               |              | 36134398 | BW             |
| Schwei Ia 9 53° 24′ 11″ N, 8° 20′ 41″ O                          | Wohn-/ Wirtschaftsgebäude |              | 36131054 | BW             |
| Stadlander Straße 2 53° 24′ 17″ N, 8° 20′ 45″ O                  | Wohn-/ Wirtschaftsgebäude |              | 36131081 | BW             |
| Stadlander Straße 12 53° 24′ 45″ N, 8° 20′ 53″ O                 | Wohnhaus                  |              | 36129487 | BW             |
| Stadlander Straße 12 53° 24′ 46″ N, 8° 20′ 53″ O                 | Scheune                   |              | 36129487 | BW             |

## Schweieraltendeich
| Lage                                              | Bezeichnung               | Beschreibung | ID       | Bild |
| ------------------------------------------------- | ------------------------- | ------------ | -------- | ---- |
| Achterstädter Straße 2 53° 23′ 22″ N, 8° 19′ 8″ O | Wohn-/ Wirtschaftsgebäude |              | 36128846 | BW   |
| Rönnelstraße 86 53° 23′ 6″ N, 8° 18′ 32″ O        | Wohn-/ Wirtschaftsgebäude |              | 36131133 | BW   |
| Rönnelstraße 88 53° 23′ 11″ N, 8° 18′ 41″ O       | Wohn-/ Wirtschaftsgebäude |              | 36131161 | BW   |
| Rönnelstraße 90 53° 23′ 11″ N, 8° 18′ 42″ O       | Wohn-/ Wirtschaftsgebäude |              | 36131186 | BW   |

## Seefeld
| Lage                                       | Bezeichnung     | Beschreibung | ID       | Bild           |
| ------------------------------------------ | --------------- | ------------ | -------- | -------------- |
| Hauptstraße 1 53° 27′ 27″ N, 8° 20′ 49″ O  | Seefelder Mühle |              | 36131341 |                |
| Hauptstraße 1 53° 27′ 26″ N, 8° 20′ 48″ O  | Müllerhaus      |              | 36131262 |                |
| Hauptstraße 46 53° 24′ 20″ N, 8° 28′ 2″ O  | Kirche          |              | 36131341 | Weitere Bilder |
| Hauptstraße 46 53° 27′ 26″ N, 8° 21′ 31″ O | Kirchwurt       |              | 36134073 | BW             |
| Hauptstraße 46 53° 27′ 27″ N, 8° 21′ 28″ O | Friedhof        |              | 36134613 | BW             |

## Strohausersiel
| Lage                                        | Bezeichnung | Beschreibung | ID       | Bild |
| ------------------------------------------- | ----------- | ------------ | -------- | ---- |
| Strohausersiel 3 53° 24′ 20″ N, 8° 28′ 2″ O | Wohnhaus    |              | 36130610 | BW   |
| Strohausersiel 3 53° 24′ 21″ N, 8° 28′ 1″ O | Scheune     |              | 36130635 | BW   |

## Sürwürden
| Lage                                            | Bezeichnung      | Beschreibung | ID       | Bild |
| ----------------------------------------------- | ---------------- | ------------ | -------- | ---- |
| Braker Straße 22 53° 22′ 45″ N, 8° 26′ 59″ O    | Ehem. Rauchhaus  |              | 36128817 | BW   |
| Golzwarderstraße 1 53° 22′ 40″ N, 8° 27′ 6″ O   | Schmiede         |              | 36131592 | BW   |
| Sürwürder Straße 3 53° 22′ 42″ N, 8° 27′ 0″ O   | Wohnhaus         |              | 36128524 | BW   |
| Sürwürder Straße 5 53° 22′ 42″ N, 8° 27′ 1″ O   | Wohnhaus         |              | 36128549 | BW   |
| Sürwürder Straße 7 53° 22′ 42″ N, 8° 27′ 2″ O   | Wohnhaus         |              | 36128574 | BW   |
| Sürwürder Straße 9 53° 22′ 42″ N, 8° 27′ 3″ O   | Wohnhaus         |              | 36131729 | BW   |
| Sürwürder Straße 11 53° 22′ 42″ N, 8° 27′ 4″ O  | Wohnhaus         |              | 36131754 | BW   |
| Sürwürder Straße 20 53° 22′ 44″ N, 8° 27′ 27″ O | Landarbeiterhaus |              | 36131696 | BW   |
| Sürwürder Straße 20 53° 22′ 44″ N, 8° 27′ 28″ O | Backhaus         |              | 36128287 | BW   |
| Sürwürder Straße 21 53° 22′ 43″ N, 8° 27′ 30″ O | Wohnhaus         |              | 36131619 | BW   |
| Sürwürder Straße 21 53° 22′ 43″ N, 8° 27′ 30″ O | Scheune          |              | 36131645 | BW   |
| Sürwürder Straße 21 53° 22′ 44″ N, 8° 27′ 30″ O | Anbau            |              | 36131671 | BW   |
| Sürwürder Straße 24 53° 22′ 46″ N, 8° 27′ 36″ O | Haus Lampe       |              | 36128312 | BW   |
| Sürwürder Straße 24 53° 22′ 46″ N, 8° 27′ 37″ O | Nebengebäude     |              | 36128342 | BW   |

## Außerhalb
| Lage                                         | Bezeichnung               | Beschreibung | ID       | Bild |
| -------------------------------------------- | ------------------------- | ------------ | -------- | ---- |
| Burenreege 3 53° 23′ 44″ N, 8° 19′ 51″ O     | Wohnhaus                  |              | 36131565 | BW   |
| Molkereistraße 42 53° 25′ 22″ N, 8° 19′ 5″ O | Wohn-/ Wirtschaftsgebäude |              | 36131476 | BW   |
| Olympiastraße 46 53° 25′ 18″ N, 8° 20′ 46″ O | Gulfhaus                  |              | 36129513 | BW   |
| Olympiastraße 46 53° 25′ 18″ N, 8° 20′ 46″ O | Stall                     |              | 36133822 | BW   |
| Vareler Straße 5 53° 23′ 55″ N, 8° 19′ 3″ O  | Wohnhaus                  |              | 36131238 | BW   |
| Vareler Straße 5 53° 23′ 55″ N, 8° 19′ 5″ O  | Wirtschaftsgebäude        |              | 36131212 | BW   |